# Bagisara gustata
Bagisara gustata är en fjärilsart som beskrevs av Dyar 1923. Bagisara gustata ingår i släktet Bagisara och familjen nattflyn. Inga underarter finns listade i Catalogue of Life.